# Coregonus fera
Coregonus fera és una espècie extinta de peix de la família dels salmònids i de l'ordre dels salmoniformes. Es trobava a Europa: llac Léman (França i Suïssa).
Fresava al febrer a aigües fondes sobre vegetació aquàtica. A l'estiu es nodria d'insectes.